# Alfred Lenz
Alfred Lenz (ur. 15 marca 1890 w Monachium, zm. 10 maja 1965 w Hanowerze) – as lotnictwa niemieckiego Luftstreitkräfte z 7 potwierdzonymi zwycięstwami w I wojnie światowej, dowódca Jagdstaffel 22.

## Życiorys
Urodził się w Monachium. Przed wybuchem wojny odbył służbę jako podoficer w 95 Pułku Piechoty i został przeniesiony do rezerwy. Po wybuchu wojny dołączył do swojego pułku i brał udział w walkach jednostki. 15 marca 1915 roku został skierowany do lotnictwa i po  odbyciu prawie dwumiesięcznego szkolenia w końcu czerwca został skierowany do Fliegerabteilung 61. W jednostce odniósł swoje pierwsze zwycięstwo powietrzne. W styczniu 1916 roku został do Feldflieger Abteilung 23 do (Fokker Kommando Sud – KEK Vaux) pod dowództwem Rudolpha Bertholda. 10 sierpnia z jednostki została utworzona eskadra myśliwska Jagdstaffel 4.
16 października 1916 roku Alfred Lenz został przeniesiony do Jagdstaffel 14, ale nie odniósł w niej żadnego zwycięstwa. Jako bardzo doświadczony oficer i pilot 1 lipca 1917 roku został mianowany dowódcą Jagdstaffel 22. Na stanowisku tym pozostał do końca wojny. Odnosząc ostatnie swoje zwycięstwo na testowanym przez siebie jednym z pierwszych samolotów Siemens-Schuckert D.IV 29 września 1918 roku.
Alfred Lenz był jednym z najbardziej doświadczonych pilotów niemieckich. Służył na froncie ponad 42 miesiące i wylatał ponad 800 godzin na prawie wszystkich typach samolotów niemieckich produkowanych po 1915 roku.
Latał między innymi na samolotach Albatros D.III, Pfalz D.III i Fokker D.VII.

## Odznaczenia
- Krzyż Żelazny I Klasy
- Krzyż Żelazny II Klasy